# ベルリン・ドイツ交響楽団
ベルリン・ドイツ交響楽団（ドイツ語: Deutsches Symphonie-Orchester Berlin, 略称：DSO）は、ドイツ・ベルリンに本拠を置くオーケストラ。ベルリン・ドイツ・オペラのオーケストラとは異なる。

## 概要
1946年、西ベルリンのアメリカ軍占領地区放送局（英: Radio In the American Sector, 独: Rundfunk im amerikanischen Sektor, 通称：RIAS）のオーケストラ（独：RIAS-Symphonie-Orchester）として設立された。アメリカ軍地区交響楽団（英：American Sector Symphony Orchestra）とも呼ばれていた。当時、東側から逃れてきた旧ベルリン国立歌劇場の楽団員（クラリネットのハインリヒ・ゴイザーなど）も多く入団、設立間もない頃から高い完成度を誇り、西ベルリン聴衆から熱狂的な支持を得ると共に、ヨーロッパ各地の公演でも絶賛された。その輝かしい布石を築いたのが、初代首席指揮者フェレンツ・フリッチャイである。
1956年に、ベルリン放送交響楽団（独：Radio-Symphonie-Orchester Berlin, 英：Berlin Radio Symphony Orchestra）と改称した。ドイツ再統一後、かつての母体であったRIAS放送局や契約先の自由ベルリン放送の統廃合を機に、1993年に現在の名称に改称した。
なお、日本語で「ベルリン放送交響楽団」と呼ばれるオーケストラは他にも存在するが、こちらは第二次世界大戦以前から現在までこの名称で活動しており、東西ベルリンの分断時代には東ベルリンで東ドイツ国営放送の放送オーケストラとして活動していた。
1994年に、ドイチュラントラジオ (Deutschlandradio) が40%、ドイツ連邦共和国政府が35%、ベルリン市が20%、ベルリン・ブランデンブルク放送協会 (Rundfunk Berlin-Brandenburg) が5%をそれぞれ出資した有限会社（GmbH） Rundfunk Orchester und Chöre GmbH Berlinが設立され、RIAS室内合唱団、ベルリン放送合唱団、ベルリン放送交響楽団（前述の旧東側のオーケストラ）と共に、ベルリン・ドイツ交響楽団もその傘下となった。
2009年には、経営母体が同じベルリン放送交響楽団がベルリン・ドイツ交響楽団を吸収合併するという案が出たが、激しい反対を受けて結局撤回されている。
ゲルハルト・ヘッツェル、豊田耕児などがコンサートマスターを務めた。

## 歴代首席指揮者等
- フェレンツ・フリッチャイ（1948年 - 1954年、1959年 - 1963年）
- ロリン・マゼール（1964年 - 1975年）
- リッカルド・シャイー（1982年 - 1989年）
- ウラディーミル・アシュケナージ（1989年 - 1999年）
- ケント・ナガノ（2000年 - 2006年）
- インゴ・メッツマッハー（2007年 - 2012年）
- トゥガン・ソヒエフ（2012年 - 2016年）
- ロビン・ティチアーティ（2017年 - 2025年)[5]
- 山田和樹 (2026年- ) 次期首席指揮者[6]